# Vallée de Barétous
Pour les articles homonymes, voir Barétous.
La vallée de Barétous [baʁetus] est une vallée des Pyrénées françaises, située en Béarn dans le département des Pyrénées-Atlantiques en région Nouvelle-Aquitaine.

## Toponymie
Le toponyme Barétous apparaît sous les graphies Baratos (1290, titres de Béarn), la terre de Baretoos (1376, montre militaire de Béarn), Varatoos (1385, censier de Béarn) et Barethous (1477, titres de la vallée d'Aspe).
Paul Raymond note, en outre, qu’au XVIIIe siècle Barétous était prononcé Barétons.
Son nom vient du latin vallem (vallée) et du double suffixe -attum, -ones : les petites vallées. L'expression « vallée de Barétous » est donc un pléonasme, « Barétous » suffit.

## Géographie
Arrosée par le Vert d'Arette et le Vert de Barlanès qui se rejoignent à hauteur d'Aramits pour former le Vert, c'est la plus occidentale des trois principales vallées béarnaises creusant la chaîne des Pyrénées.
Elle se compose de quatre communes : Aramits, Lanne-en-Barétous, Arette et Ance Féas.
Vallée mitoyenne à la vallée d'Aspe, c'est aussi la dernière vallée avant le Pays basque (province de Soule).
Elle communique avec la Haute-Navarre (Isaba, dans la vallée de Roncal) par le col de la Pierre Saint-Martin et finit à Oloron-Sainte-Marie.

## Histoire
La Junte de Roncal est un traité passé entre les bergers français et les bergers espagnols il y a six siècles. Chaque année, on fête et on renouvelle ce traité. Durant une cérémonie, qui a lieu le 13 juillet, à la Pierre Saint-Martin, les bergers se jurent concorde et entraide.
En 1385, la vallée dépendait du bailliage d’Oloron.

## Dialecte
Le parler béarnais de la vallée du Barétous, appelé aspois-barétounais, se distingue du gascon et de son sous-dialecte pyrénéen, par une phonétique caractéristique et des spécificités lexicales[réf. nécessaire]. Les spécificités de ce sous-dialecte aspois-barétounais sont dues au fait que jusqu'au XVIIIe siècle la langue parlée dans la vallée était le basque, tout comme dans la vallée de Barétous (où le basque a continué à y être parlé jusqu'au XIXe siècle dans les communes les plus au sud). Le dialecte aspois-barétounais comporte encore des mots, une phonétique et une morphologie qui révèlent fortement ce substrat basque récent.[réf. nécessaire]